# Przegląd Epidemiologiczny
Przegląd Epidemiologiczny (ang. Epidemiological Review) – polskie czasopismo naukowe (kwartalnik), publikujący artykuły związane z epidemiologią, zapobieganiem, zwalczaniem i leczeniem głównie chorób zakaźnych (czasem również chorób niezakaźnych). Poza tym w Przeglądzie Epidemiologicznym ukazują się prace naukowe z zakresu zdrowia publicznego i historii medycyny.

Raporty o sytuacji epidemiologicznej chorób zakaźnych w Polsce są autorytatywnym źródłem informacji z tej dziedziny.
Czasopismo jest wydawane od 1920 r. przez Państwowy Zakład Higieny, a od roku 1958 wydawcą jest także Polskie Towarzystwo Epidemiologów i Lekarzy Chorób Zakaźnych.
Artykuły (i ich streszczenia) są dostępne bezpłatnie w formacie PDF na stronie internetowej czasopisma (od 2013 roku również w wersji angielskiej). W formie drukowanej pismo jest dostępnie wyłącznie w prenumeracie.
e-ISSN: 2545-1898